# Dainihon Itangēshateki Nōmiso Gyaku Kaiten Zekyō Ongenshū
Dainihon Itangeishateki Noumiso Gyaku Kaiten Zekkyou Ongenshuu (大日本異端芸者的脳味噌逆回転絶叫音源集) é uma compilação dos mini-álbuns da banda the GazettE lançada no dia 3 de maio de 2006.

## Faixas
| N.º | Título                                               | Duração |  |
| 1.  | "Beautiful 5 [shit]ers"                              | 3:24    |  |
| 2.  | "32 Koukei no Kenjuu"                                | 5:41    |  |
| 3.  | "Shiawase na Hibi"                                   | 4:39    |  |
| 4.  | "Haru ni Chirikeri, Mi wa Kareru de Gozaimasu."      | 5:29    |  |
| 5.  | "Oni no Men" (鬼の面)                                | 5:02    |  |
| 6.  | "Ray"                                                | 5:49    |  |
| 7.  | "Wife"                                               | 5:22    |  |
| 8.  | "Ito" (絲)                                           | 6:41    |  |
| 9.  | "LINDA ~candydive Pinky heaven~"                     | 4:17    |  |
| 10. | "Black Spangle Gang" (ブラックスパンコール ギャング) | 4:06    |  |
| 11. | "Wakaremichi" (別れ道)                               | 5:22    |  |
| 12. | "☆BEST FRIENDS☆"                                     | 4:20    |  |

## Créditos
- Uruha – guitarra
- Aoi – guitarra
- Reita – baixo
- Ruki – vocais
- Kai – bateria